# Stanisław Zieliński (lekarz)
Stanisław Zieliński (ur. 21 grudnia 1929 w Kobryniu, zm. 10 stycznia 2017) – polski chirurg transplantolog, profesor doktor habilitowany medycyny, pracownik II Kliniki Chirurgii Ogólnej i Transplantacyjnej Pomorskiej Akademii Medycznej w Szczecinie. Studia Medyczne ukończył w 1954 roku w Pomorskiej Akademii Medycznej. Tytuł specjalisty w zakresie chirurgii ogólnej uzyskał w 1966 r., doktorat w 1966 r., habilitacja 1977, tytuł naukowy profesora 1996 r.
W 1987 r., dokonał pierwszej próby jednoczesnego przeszczepienia fragmentu trzustki i nerki w Polsce. W tym samym roku dokonał pierwszej próby przeszczepienia wątroby w Polsce, ale operowany zmarł po kilku dniach. Laureat nagrody im. Brajana Chlebowskiego.